# أندي غيدز
أندي غيدز (بالإنجليزية: Andy Geddes)‏ هو لاعب كرة قدم بريطاني في مركز الهجوم، ولد في 27 أكتوبر 1959. لعب مع بيدفيست ويتس وليستر سيتي ونادي دندي.